# The Box (One Dimensional Man)
The Box è una raccolta degli One Dimensional Man contenente i primi quattro album della band. È stata pubblicata per l'etichetta La Tempesta Dischi con distribuzione Venus. Oltre agli album è presente anche un booklet con tutti i testi.